# 목포항도여자중학교
목포항도여자중학교(木浦港度女子中學校)는 대한민국 전라남도 목포시 상동에 있는 공립 중학교이다.

## 학교 연혁
- 1979년 1월 31일 : 목포항도여자중학교 설립인가(24학급)
- 1979년 3월 1일 : 제1대 박석규 교장 부임
- 1979년 3월 7일 : 개교 및 입학식(8학급 536명)
- 2023년 1월 6일 : 제42회 78명 졸업(총졸업생수 15,656명)
- 2025년 3월 1일 : 제20대 김은섭 교장 부임

## 참고 자료
- 목포항도여자중학교 - 한국교육학술정보원 학교알리미